# Tupalovce
Tupalovce (en serbe cyrillique : Тупаловце) est un village de Serbie situé sur le territoire de la Ville de Leskovac, district de Jablanica. Au recensement de 2011, il comptait 324 habitants.

## Démographie

### Évolution historique de la population
| 1948 | 1953 | 1961 | 1971 | 1981 | 1991 | 2002 | 2011 |
| ---- | ---- | ---- | ---- | ---- | ---- | ---- | ---- |
| 311  | 334  | 379  | 411  | 375  | 439  | 380  | 324  |

|  |